# Rio Caratinga
Rio Caratinga är ett vattendrag i Brasilien.   Det ligger i delstaten Minas Gerais, i den sydöstra delen av landet, 800 km sydost om huvudstaden Brasília.
Omgivningarna runt Rio Caratinga är huvudsakligen savann. Runt Rio Caratinga är det glesbefolkat, med 10 invånare per kvadratkilometer.